# Dagobert D. Runes
Dagobert David Runes (geboren 6. Januar 1902 in Sastawna, Österreich-Ungarn; gestorben 24. September 1982 in New York City) war ein US-amerikanischer Verleger. 

## Leben
Dagobert David Runes besuchte in Sastawna in Galizien die deutschsprachige Schule und ging zum Jurastudium nach Wien. Er wechselte zum Studium der Philosophie und wurde bei Moritz Schlick mit einer Dissertation über Spinoza promoviert. 1927 brachte der Freidenker-Verlag von Rudolf Czerny Runes' Buch Der wahre Jesus oder das fünfte Evangelium heraus, in dem Runes den Katholizismus für den Antisemitismus verantwortlich machte. Der Verleger wurde für die Publikation wegen Gotteslästerung zu zwei Monaten Arrest verurteilt, und Runes floh vor einer drohenden Strafverfolgung mit seiner Frau Mary Theresa Gronich (gestorben 1976) aus Österreich in die USA.
Runes übernahm in New York die Zeitschrift The Modern Thinker und entwickelte sie bis 1936 dank der intellektuellen Qualität der eingesammelten Beiträge zu einem führenden Medium in der Stadt. Er übernahm auch das Nachdruckmagazin New Current Digest, das später von Reader’s Digest aufgekauft wurde. Runes gründete 1941 den Verlag Philosophical Library, in dem bis 1980 an die 4000 Titel erschienen, anfangs lag das Schwergewicht bei aus Europa vor dem Nationalsozialismus geflohenen Autoren. 
Runes hatte insbesondere Erfolg mit dem Dictionary of Philosophy. Er gründete auch populäre Zeitschriften für gezielte Lesermärkte und mit den Philosophical Abstracts eine Wissenschaftszeitschrift. Er brachte 1959 mit einer eigenen Einleitung seine englische Übersetzung von Karl Marx Zur Judenfrage heraus. Ab 1976 wurde der Verlag von seiner Tochter Regeen Najar Runes und seiner zweiten Ehefrau Rose Morse-Runes geführt, das New Yorker Büro wurde dann 1998 geschlossen.

## Schriften (Auswahl)

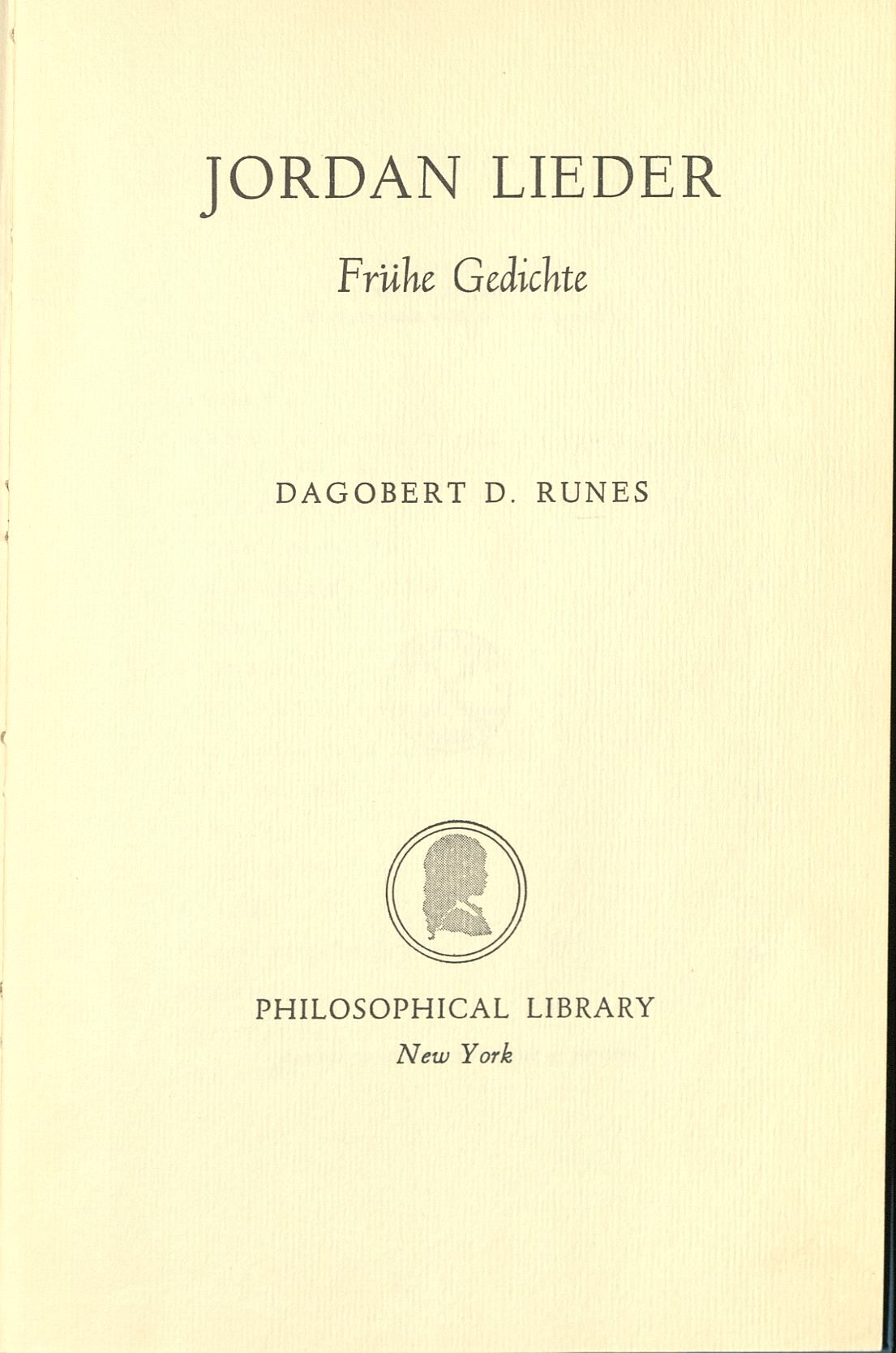
Jordan Lieder (1948)

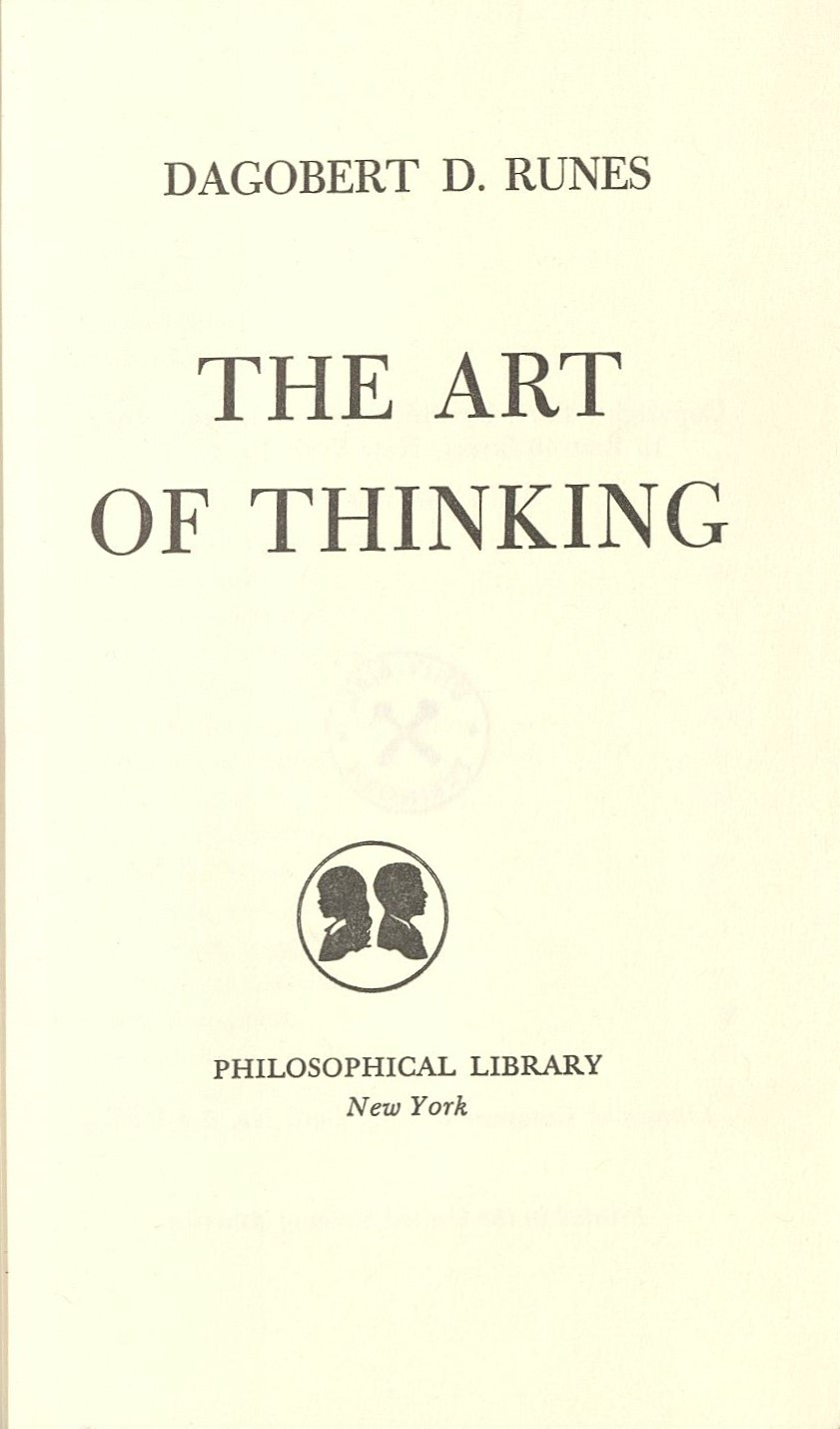
The Art of Thinking (1961)

- Der wahre Jesus oder das fünfte Evangelium. Wien : R. Cerny, 1927
- (Hrsg.): Dictionary of Philosophy. Philosophical Library, 1942
- (Hrsg.): The Selected Writings of Benjamin Rush. Philosophical Library, 1947
- Jordan-Lieder: Frühe Gedichte. The Philosophical Library, 1948
- Letters to My Son. The Philosophical Library, 1949
- The Hebrew Impact on Western Civilization. The Philosophical Library, 1951
- (Hrsg.): Spinoza Dictionary. Vorwort Albert Einstein. The Philosophical Library, 1951
- Of God, the Devil and the Jews. The Philosophical Library, 1952
- The Soviet Impact on Society: A Recollection. 1953
- Letters to My Daughter. The Philosophical Library, 1954
- (Hrsg.): Treasury of Philosophy. The Philosophical Library, 1955
- (Hrsg.): Treasury of World Literature. The Philosophical Library, 1956
- On the Nature of Man  : an Essay in Primitive Philosophy. The Philosophical Library, 1956
- (Hrsg.): Pictorial History of Philosophy. The Philosophical Library, 1959
  - Illustrierte Geschichte der Philosophie. Übersetzung Xaver Schnieper. Herrsching : Pawlak, 1962
- Dictionary of Thought : from my Writings and from my Evenings. Philosophical Library, 1959
- Karl Marx: A World without Jews. Übersetzung aus dem Deutschen Dagobert D. Runes. The Philosophical Library, 1959
- (Hrsg.): The Art of Thinking. The Philosophical Library, 1961
- (Hrsg.): A Treasury of World Science. The Philosophical Library, 1962
- (Hrsg.): Classics in logic : readings in epistemology, theory of knowledge and dialectics. New York : Philosophical Library, 1962
- Despotism: A Pictorial History of Tyranny. The Philosophical Library, 1963
- The Disinterested and the Law. The Philosophical Library, 1964
- The Jew and the cross. New York : Philosophical Library, 1965
  - Der Jude und das Kreuz. Übersetzung Annette Richter. Fürth : Ner-Tamid-Verlag, 1969
- Philosophy for Everyman: From Socrates to Sartre. Philosophical Library, 1968
- The war against the Jew.
  - Die Wurzel der Judenverfolgungen. Übersetzung Günther Schwarz. Darmstadt : Darmstädter Blätter, 1981